# Martin Opitz
Martin Opitz von Boberfeld (Bunzlau o Boleslawiec, Silesia, 23 de diciembre de 1597-Danzig, 20 de agosto de 1639) fue un poeta alemán del Barroco, fundador de la Primera escuela de Silesia.

## Biografía

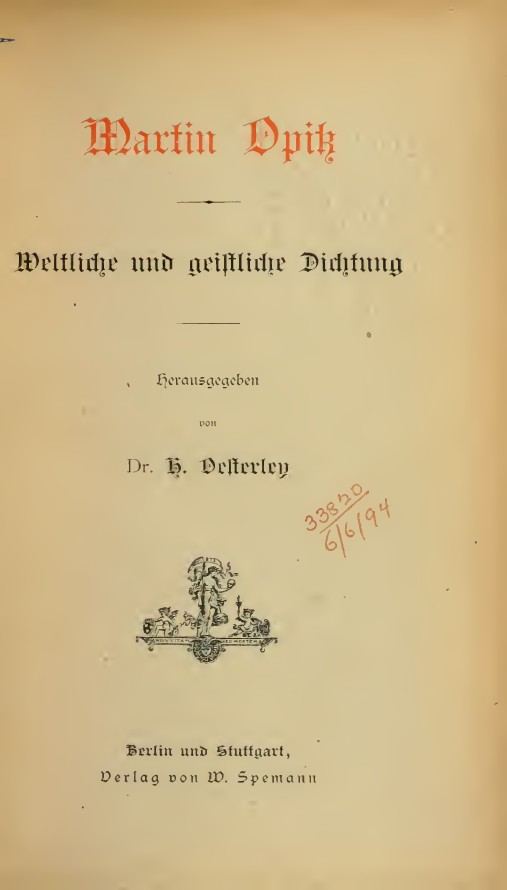
Weltliche und geistliche Dichtung (1888)

De la pequeña burguesía luterana, siguió una carrera brillante de hombre de letras y diplomático y fue secretario de príncipes; ya era cronista real de Ladislao IV de Polonia cuando fue afectado por la peste. Dotado de gran cultura, pero ambicioso y mundano, llegó a ser coronado poeta laureado por el emperador Fernando II. Aunque fueron pocos sus poemas, mucho mayor fue su importancia como teórico y tratadista en cuanto se refiere al uso de la lengua alemana y su uso literario. Por eso es considerado como el padre de la poesía barroca alemana, de la cual es uno de los teóricos. En 1629 fue admitido como miembro en la Sociedad Fructífera, especializada en lengua alemana.

## Obras
Publicó Aristarchus, sive De contemptu linguae Teutonicae (Aristarco o Del desprecio de la lengua alemana, 1617), en el que muestra que el alemán posee todas las cualidades de una lengua literaria. En 1624 publicó Buch von der deutschen Poeterey (El libro de la poética alemana), una poética fundada en los preceptos de Horacio, de Ronsard y de Joachim du Bellay, que recomendaba una literatura erudita y grecolatinizante extraña a la realidad nacional; pero denunció los barbarismos y vulgarismos introducidos en la lengua, introdujo el verso alejandrino (de catorce sílabas), que tendrá gran seguimiento (por ejemplo, por Ángel Silesio) y se convertirá en el más usado en la lírica durante largo tiempo, y estableció las bases de la métrica alemana nacional. Asimismo, introdujo el medir el verso (escandir) según la acentuación de las sílabas; las sílabas acentuadas y átonas debían alternar uniformemente; aunque es cierto que ningún poeta aplicó rigurosamente estas reglas tales como las formuló Opitz, el sistema de acentuación fija y atonicidad libre se fue imponiendo paulatinamente porque correspondía bastante al ritmo de la lengua alemana: las acentuaciones determinan la medida y el verso. algo parecido se había desarrollado ya en la canción popular. El inicio de una Elegía de Opitz puede dar medida del ritmo de sus versos:

In dém die Sónne sích hat ín das Méer begében / Und dás gestírnte Háupt der Nácht heráus erbrícht / Sind Ménschen / Víeh und Wíld wie gléischsam óhne Lében / Der Mónde beschéinet áuch gar káum mit hálbe Líecht.
El sol se ha hundido ya allá por el océano / y se levanta / La faz estrellada de la noche / La gente y los ganados parecen ya sin vida / A media luz la Luna apenas brilla.

Es autor, entre otros títulos, de Poemas alemanes, Daphne, primer libreto de ópera en alemán, y Pastoral de la ninfa Hercinia. Tuvo sus discípulos y seguidores, como Paul Fleming (1609-1640) y Andreas Gryphius (1616-1664). 
Opitz es reconocido como jefe de la Primera escuela de Silesia, de donde cabe decir que partió una nueva literatura alemana, a la que llevó la influencia francesa, con la que se había puesto en contacto en sus viajes. Se ha reconocido en él cierta afinidad con Ronsard; se ensayó en los diversos géneros líricos de la época: odas, sonetos, epigramas, idilios y alguna composición de tema filosófico moral. Su formación clásica se trasluce en casi todas sus obras, en las que la claridad y limpieza de estilo no hacen sospechar la pronta decadencia de la lírica germánica.

## Ediciones
- Aristarchus, sive De contemptu linguae Teutonicae ("Aristarco, o Del desprecio de la lengua alemana", 1617).
- Buch von der deutschen Poeterey ("Libro del arte poética alemana"), 1624.
- Poesie (1624)
- Schäferei der Nymphe Hercinie ("Pastoral de la ninfa Ercinia"), 1630.
- Dafne (1627), primera ópera lírica en alemán, con música de Heinrich Schütz.
- Geistliche Poemata ("Poesías religiosas") 1637.
- Ed. de Annolied ("Cantar de Anno"), 1639, poema del alto alemán medio de fines del siglo XI, cuyo manuscrito original se ha perdido.